# NGC 1781
NGC 1781 (również NGC 1794 lub PGC 16788) – galaktyka soczewkowata (SB0), znajdująca się w gwiazdozbiorze Zająca.
Odkrył ją William Herschel 6 lutego 1785 roku. Niezależnie odkrył ją Ormond Stone 11 grudnia 1885 roku. Pozycje obiektu podane przez obu astronomów były jednak niedokładne, dlatego John Dreyer, nie mając pewności, czy zaobserwowali oni ten sam obiekt, skatalogował galaktykę dwukrotnie – jako NGC 1781 (obserwacja Herschela) i NGC 1794 (obserwacja Stone’a).